# Fáysal I de Irak
Fáysal ibn Husáyn (en árabe, فيصل بن حسين, también transcrito como Faisal o Feisal, ben o bin y Hussein o Husain) (Taif, Hiyaz (hoy Arabia Saudí), 20 de mayo de 1885-Berna, Suiza, 8 de septiembre de 1933), con frecuencia nombrado emir Faysal o Faysal I de Irak, fue un miembro prominente de la familia de los hachemíes, líder de la Rebelión Árabe entre 1918 y 1920 y rey de Irak de 1921 a 1933. Tercer hijo del jerife de La Meca Husáin ibn Alí, en 1913 fue elegido diputado al parlamento otomano por la ciudad de Yedda, al tiempo que su hermano Abd Allah ejercía como vicepresidente de la cámara. Tomó contacto con el nacionalismo árabe a través de la organización Al-Fatat durante una estancia en Damasco en 1916, el mismo año en que su padre fue nombrado rey del Hiyaz. Su madre fue Abdiya bint 'Abdullah, Jerifa de La Meca.

## La rebelión árabe
Fáysal fue la cabeza visible de la Rebelión Árabe iniciada por su padre en 1916. La sublevación árabe contra los otomanos se había fraguado un año antes, cuando el jerife Husáin acordó con Gran Bretaña, a través de una célebre correspondencia con Henry McMahon, alto comisario británico en El Cairo, el establecimiento de un Estado árabe independiente en todos los territorios árabes de Asia una vez liberados del Imperio otomano. El primer paso de la rebelión fue la liberación del Hiyaz y su transformación en reino independiente. Las tropas sublevadas, dirigidas por Fáysal y asistidas por el agente de enlace británico Thomas Edward Lawrence, el célebre Lawrence de Arabia, continuaron luego hacia el norte, tomando el puerto de Aqaba en febrero de 1917, Yafo en noviembre del mismo año y finalmente Damasco el 3 de octubre de 1918. En la capital siria, «superior a cualquier trofeo» para los nacionalistas árabes, según Lawrence, se intentarán crear las primeras instituciones del Estado árabe.

## El Estado árabe (1918-1920)
La creación del Estado árabe, que era el objetivo de la rebelión capitaneada por Fáysal, viene lastrada desde sus inicios por los planes de las potencias para dividir la zona: los Acuerdos Sykes-Picot de 1916 (secretos hasta que fueron divulgados por los bolcheviques), la Declaración Balfour de 1917 y las pretensiones francesas sobre Siria y Líbano, oficializadas en el Acuerdo Franco-Británico de 1919. Todo ello a pesar de las promesas hechas al jerife Husáin y a otras declaraciones realizadas durante la contienda mundial, como la llamada Declaración anglofrancesa de 1918 en la que se afirmaba que el fin de las potencias era garantizar la formación de entidades políticas basadas en la libre autodeterminación de las poblaciones indígenas.
En julio de 1919 el Congreso Nacional Árabe reunido en Damasco proclama la soberanía árabe sobre Siria (entendida como los  actuales Siria, Líbano, Jordania e Israel-Palestina), que tomará la forma de monarquía constitucional a cuya cabeza se encuentra el emir Fáysal. El propio Fáysal defenderá estos postulados en la Conferencia de Paz de París, celebrada en noviembre de ese año. La acogida que recibe es desfavorable, pues las potencias están decididas a organizar el reparto de la zona bajo la  forma de zonas de influencia, ahora llamadas mandatos; Fáysal intenta negociar llegando incluso a aceptar cierta tutela francesa sobre ese Estado sirio, lo que le ocasionará conflictos con los nacionalistas a su regreso a Damasco. Sólo el presidente de Estados Unidos, Woodrow Wilson, ha prestado oídos a las reivindicaciones árabes, apadrinando una comisión independiente, conocida como Comisión King-Crane, cuya misión es recabar sobre el terreno el estado de opinión de las poblaciones locales acerca de la organización del territorio.
Un segundo Congreso Nacional Árabe, constituido a modo de parlamento, reafirma en marzo de 1920 su oposición a la división de Siria y su voluntad de independencia con Fáysal a la cabeza, aceptando si no queda más remedio la presencia de una potencia mandataria siempre y cuando ésta sea Gran Bretaña o Estados Unidos, pero nunca Francia. Las conclusiones de la investigación King-Crane del año anterior afirman que ese es exactamente el deseo de la población local.
Sin embargo, Gran Bretaña ya había optado por dejar vía libre a Francia para ocupar y segregar el Líbano, y el resto de Siria caería en manos de las tropas francesas una vez que la Conferencia de San Remo (abril de 1920) da forma a los mandatos: francés sobre la Siria del norte (Líbano y Siria) y británico sobre el sur (Palestina, de la que más adelante se separa Transjordania). En julio de 1920 el general Henri Gouraud, al mando de un ejército de ochenta mil soldados, expulsa a Fáysal de Siria y desata una oleada represiva destinada a asegurar el acatamiento del mandato.

## Fáysal y el sionismo
En tanto cabeza visible árabe durante los años de la Rebelión, Fáysal será el principal interlocutor árabe del sionismo, representado por su dirigente Jaim Weizmann. Al menos formalmente, el reino reclamado por los nacionalistas árabes incluye Palestina que los sionistas anhelan para establecer el Estado judío. 
Los contactos entre ambos líderes han sido objeto de debate posterior. Weizmann queda entusiasmado con Fáysal, a quien considera un gran líder, atribuyéndole simpatías por la causa sionista o al menos desinterés por Palestina. Ello contradice declaraciones contemporáneas del emir y también, y claramente, las resoluciones de los Congresos Nacionales celebrados bajo su égida, con lo que se ha atribuido ese entendimiento al malentendido, a los recovecos del lenguaje diplomático e incluso a una traducción intencionadamente equívoca por parte de Lawrence, el intérprete de ambos. 
El 3 de enero de 1919 ambos firman unos acuerdos en los que Fáysal reconoce a los sionistas su derecho a la inmigración judía masiva en Palestina sin más reserva que la igualdad entre las distintas comunidades religiosas y el control musulmán sobre los santos lugares del Islam. A cambio, los sionistas deben apoyar activamente la creación del Estado árabe unificado en toda la región, excluida Palestina. Apenas un mes después, los sionistas manifiestan en la conferencia de París su reivindicación de una Palestina totalmente judía y los árabes, por su parte, rechazan este extremo en su congreso de Damasco.

## Fáysal I, rey de Irak (1921-1933)

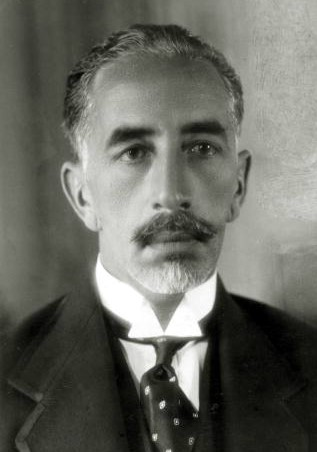
Faysal I, rey de Irak.

Expulsado de Siria, Fáysal se convierte para los británicos en el principal candidato al trono de Irak. Este estado había sido creado artificialmente, y con grandes resistencias por parte de las poblaciones afectadas, con la unión de tres vilayatos otomanos y Gran Bretaña tuvo desde el principio la idea de cohesionarlo y dar legitimidad a su mandato sentando a un hachemí en el trono. La decisión final se toma en una reunión en El Cairo a la que asisten Winston Churchill, secretario de Estado para las Colonias, el alto comisario en Irak Percy Cox y especialistas en cuestiones de la zona, como la orientalista Gertrude Bell. Será Churchill quien proponga a Fáysal por encima de otros candidatos, como su hermano Abd Allah (futuro rey de Transjordania) o incluso el Aga Khan III, líder de los musulmanes ismailíes.
En el verano de 1921 se hace una supuesta consulta a los jeques de las principales tribus de Irak, que aparentemente apoyan en un 96 % la entronización de Fáysal. Este porcentaje tan alto hizo pensar a los contemporáneos y más tarde a los historiadores en un fraude. Fáysal en cualquier caso es coronado rey poco después, el 23 de agosto de 1921.
La constitución de 1925 le otorgaba el principal papel en la organización del estado, es decir, en la práctica el poder ejecutivo, aunque establece también un sistema parlamentario y no deja de referirse a la soberanía popular, que «el pueblo confía a Fáysal ibn Husáyn y a sus herederos».   
Su reinado coincidió con el proceso de construcción del país. Se afianzan los árabes sunníes en el poder, elegidos por Gran Bretaña como grupo dirigente en detrimento de otras comunidades, cuyas reivindicaciones serán reprimidas: árabes chiíes, árabes cristianos, kurdos, etc. La cabeza del país es una oligarquía radicada en Bagdad que establece relaciones de clientelismo con los jeques de las principales comunidades y tribus, clientelismo que estará en la base de los nombramientos de funcionarios y cargos públicos. La centralización estatal cuenta con una herramienta poderosa en el incipiente ejército, que se fortalecerá con el acceso del país a la independencia.
Aunque con una administración local, Irak en realidad estuvo durante toda la época de Fáysal, y aun después, controlado completamente por Gran Bretaña. En 1927 Fáysal negocia con los ingleses la independencia de Irak, abriendo un periodo que se caracterizará por su inestabilidad y por la represión de las reivindicaciones de las minorías. Finalmente, Irak es admitido como Estado independiente en la Sociedad de Naciones el 3 de octubre de 1932. Un año más tarde el rey Fáysal muere dejando a su hijo mayor como sucesor, Gazi.

## Matrimonio y descendencia
El rey Fáysal contrajo matrimonio con la jerifa Huzaima bint Nasser con quien tuvo tres hijas y un hijo:
- Princesa Azza bint Fáisal.
- Princesa Rajiha bint Fáisal.
- Princesa Rafia bint Fáisal.
- Rey Gazi bin Fáisal.

De su segunda esposa, Latifa bint Hamed, tuvo un hijo:
- Príncipe Mohammed bin Fáisal.[2]

## Títulos y tratamientos
Esta tabla aún no está actualizada. Puedes contribuir aportando información sobre títulos y tratamientos de esta persona.

## Distinciones honoríficas

### Distinciones honoríficas iraquíes
- Soberano Gran Maestre de la Orden de los Hachemitas.
- Soberano Gran Maestre de la Orden de Fáisal I.
- Soberano Gran Maestre de la Orden de los Dos Ríos.

### Distinciones honoríficas extranjeras
- Caballero Gran Cordón de la Suprema Orden del Renacimiento (Reino Hachemita del Hiyaz, 1917).
- Real Cadena Victoriana (Reino Unido, 12/12/1918).
- Caballero Gran Cruz de la Orden de la Legión de Honor (República Francesa, 1918).
- Caballero Gran Cruz de la Orden de la Corona de Italia (Reino de Italia, 1918).
- Medalla del Reino del Hiyaz (Reino Hachemita del Hiyaz, 1918).
- Caballero Gran Cordón de la Orden de la Independencia (Reino Hachemita del Hiyaz, 1921).
- Medalla de la Independencia de Arabia (Reino Hachemita del Hiyaz, 1921).
- Caballero Gran Collar de la Orden de Mehmet Alí (Reino de Egipto, 01/10/1926).
- Caballero Gran Cordón de la Orden de Leopoldo [clase militar] (Reino de Bélgica, 15/03/1930).
- Caballero Gran Collar de la Orden de Pahlaví (Imperio de Irán, 26/04/1932).
- Caballero Gran Cruz de la Honorabilísima Orden del Baño (Reino Unido, 20/06/1933).

## Ancestros
|  |                                                                                  |  |  |  |  |  |  |  |  |  |  |  |  |  |  |  |
|  | 16. Jerife Abdul-Muin bin Aun (= 24)                                             |  |  |  |  |  |  |  |  |  |  |  |  |  |  |  |
|  |                                                                                  |  |  |  |  |  |  |  |  |  |  |  |  |  |  |  |
|  |                                                                                  |  |  |  |  |  |  |  |  |  |  |  |  |  |  |  |
|  | 8. Emir Muhámmad III bin Abdul-Muin al-Aun, Gran Jerife y Emir de La Meca (= 12) |  |  |  |  |  |  |  |  |  |  |  |  |  |  |  |
|  |                                                                                  |  |  |  |  |  |  |  |  |  |  |  |  |  |  |  |
|  |                                                                                  |  |  |  |  |  |  |  |  |  |  |  |  |  |  |  |
|  | 4. Ali Bey, Jerife de La Meca                                                    |  |  |  |  |  |  |  |  |  |  |  |  |  |  |  |
|  |                                                                                  |  |  |  |  |  |  |  |  |  |  |  |  |  |  |  |
|  |                                                                                  |  |  |  |  |  |  |  |  |  |  |  |  |  |  |  |
|  | 2. Husáin bin Ali, Jerife de La Meca                                             |  |  |  |  |  |  |  |  |  |  |  |  |  |  |  |
|  |                                                                                  |  |  |  |  |  |  |  |  |  |  |  |  |  |  |  |
|  |                                                                                  |  |  |  |  |  |  |  |  |  |  |  |  |  |  |  |
|  | 10. Jeque Gharam al-Shahar                                                       |  |  |  |  |  |  |  |  |  |  |  |  |  |  |  |
|  |                                                                                  |  |  |  |  |  |  |  |  |  |  |  |  |  |  |  |
|  |                                                                                  |  |  |  |  |  |  |  |  |  |  |  |  |  |  |  |
|  | 5. Jequesa Salha bint Gharam al-Shahar                                           |  |  |  |  |  |  |  |  |  |  |  |  |  |  |  |
|  |                                                                                  |  |  |  |  |  |  |  |  |  |  |  |  |  |  |  |
|  |                                                                                  |  |  |  |  |  |  |  |  |  |  |  |  |  |  |  |
|  | 1. Rey Fáysal I de Irak                                                          |  |  |  |  |  |  |  |  |  |  |  |  |  |  |  |
|  |                                                                                  |  |  |  |  |  |  |  |  |  |  |  |  |  |  |  |
|  |                                                                                  |  |  |  |  |  |  |  |  |  |  |  |  |  |  |  |
|  | 24. Jerife Abdul-Muin bin Aun (= 16)                                             |  |  |  |  |  |  |  |  |  |  |  |  |  |  |  |
|  |                                                                                  |  |  |  |  |  |  |  |  |  |  |  |  |  |  |  |
|  |                                                                                  |  |  |  |  |  |  |  |  |  |  |  |  |  |  |  |
|  | 12. Emir Muhámmad III bin Abdul-Muin al-Aun, Gran Jerife y Emir de La Meca (= 8) |  |  |  |  |  |  |  |  |  |  |  |  |  |  |  |
|  |                                                                                  |  |  |  |  |  |  |  |  |  |  |  |  |  |  |  |
|  |                                                                                  |  |  |  |  |  |  |  |  |  |  |  |  |  |  |  |
|  | 6. Abdullah Kamil Pasha, Gran Jerife de La Meca                                  |  |  |  |  |  |  |  |  |  |  |  |  |  |  |  |
|  |                                                                                  |  |  |  |  |  |  |  |  |  |  |  |  |  |  |  |
|  |                                                                                  |  |  |  |  |  |  |  |  |  |  |  |  |  |  |  |
|  | 3. Abdiya bint Abdullah, Jerifa de La Meca                                       |  |  |  |  |  |  |  |  |  |  |  |  |  |  |  |
|  |                                                                                  |  |  |  |  |  |  |  |  |  |  |  |  |  |  |  |
|  |                                                                                  |  |  |  |  |  |  |  |  |  |  |  |  |  |  |  |
|  | 7. Bazmi Jahan Khanum                                                            |  |  |  |  |  |  |  |  |  |  |  |  |  |  |  |
|  |                                                                                  |  |  |  |  |  |  |  |  |  |  |  |  |  |  |  |
|  |                                                                                  |  |  |  |  |  |  |  |  |  |  |  |  |  |  |  |